# Zeddine
Zeddine (em árabe: زدين) é uma cidade localizada na província de Aïn Defla, no norte da Argélia. Sua população era de 12 870 habitantes, em 2008.